# Primera batalla de Làmia
La primera batalla de Làmia va ser un enfrontament entre Filip V de Macedònia i la república romana al 209 aC. Els romans estaven aliats amb la Lliga Etòlia i amb Àtal I de Pèrgam.
Durant la primavera del 209 aC el rei de Macedònia, Filip V va rebre una petició d'ajuda de la Lliga Aquea que estava sent atacada per Esparta i la Lliga Etòlia. A la vegada va rebre la notícia del nomenament de Àtal I de Pèrgam com un dels líders de la Lliga Etòlia i les seves intencions de creuar el mar Egeu per dirigir-se cap a l'Àsia Menor. Filip va marxar immediatament cap al sud de Grècia per enfrontar-se als esdeveniments. A Làmia es va enfrontar a l'altre líder de la Lliga Etòlia, l'estrateg Pírries, que havia rebut reforços romans i un petit contingent de Pèrgam. Filip va vèncer al seu enemic a Làmia i el va obligar a retirar-se a l'interior de les muralles després d'haver infligit greus pèrdues a les tropes de Pírries.